# Оліївська сільська рада (Житомирський район)
Оліївська сільська рада (до 1926 року — Піщанська сільська рада, у 1926—58 роках — Голіївська сільська рада) — орган місцевого самоврядування Оліївської сільської територіальної громади Житомирського району Житомирської області з розміщенням у с. Оліївка. До 2017 року — адміністративно-територіальна одиниця Житомирського району.

## Склад ради

### Перший склад ради громади
Рада складається з 26 депутатів та голови.
Перші вибори депутатів ради та голови громади відбулись 29 жовтня 2017 року. Було обрано 19 з 26 депутатів ради, з них (за суб'єктами висування): самовисування — 16, БПП «Солідарність» — 2 та Всеукраїнське об'єднання «Батьківщина» — 1.
Головою громади обрали позапартійного самовисуванця Михайла Скока, тодішнього Оліївського сільського голову.
19 листопада 2017 року, повторним голосуванням в 21-у окрузі, обрали депутатом ради представника Аграрної партії України.
30 листопада 2018 року голову громади було відправлено у відставку.
10 березня 2019 року, на проміжних виборах, обрано депутатів від 3, 19, 22 та 25 округів. Всі депутати є самовисуванцями.
31 березня 2019 року, на проміжних виборах, обрано депутатів ради від 20 та 24 виборчих округів: обидва — самовисуванці.

### VII скликання
Рада складалася з 16 депутатів та голови.

### Керівний склад сільської ради
| ПІБ                | Основні відомості                                                         | Суб'єкт висування | Дата обрання | Дата звільнення |
| ------------------ | ------------------------------------------------------------------------- | ----------------- | ------------ | --------------- |
| Скок Михайло Ілліч | Сільський голова, 1955 року народження, освіта вища, член Народної партії | Народна партія    | 26.03.2006   | 31.10.2010      |
| Скок Михайло Ілліч | Сільський голова, 1955 року народження, освіта вища, член Народної партії | Народна партія    | 31.10.2010   |                 |

Примітка: таблиця складена за даними джерела

## Історія
Створена 1923 року як Піщанська сільська рада, в складі сіл Голіївка та Піщанка Черняхівської волості Житомирського повіту Волинської губернії. 9 вересня 1926 року адміністративний центр ради перенесено до с. Голівка з перейменуванням її на Голіївську. 16 лютого 1933 року, відповідно до постанови Київського облвиконкому «Про ліквідацію Андріївської сільради та утворення сільради в селі Скоморохах Житомирської приміської смуги», до складу ради включено хутір Дальній ліквідованої Андріївської сільської ради Житомирської міської ради.
Станом на 1 вересня 1946 року сільська рада входила до складу Житомирського району Житомирської області, на обліку в раді перебували с. Голіївка та хутори Дальній і Піщанка.
Ліквідована 12 травня 1958 року, відповідно до рішення Житомирського облвиконкому № 442 «Про об'єднання сільських рад депутатів трудящих по Житомирському району», територію та населені пункти ради приєднано до складу Крошнянської селищної ради Житомирського району. Відновлена 7 січня 1963 року як Оліївська сільська рада, відповідно до рішення Житомирського облвиконкому № 2 «Про зміну адміністративної підпорядкованості окремих сільських рад і населених пунктів», в складі сіл Андріївка (згодом — Сонячне), Оліївка, Піщане та Світин Крошнянської селищної ради Коростишівського району Житомирської області.
На 1 січня 1972 року сільська рада входила до складу Житомирського району Житомирської області, на обліку в раді перебували села Оліївка, Піщанка, Світин та Сонячне.
21 лютого 1983 року, відповідно до рішення Житомирського ОВК № 85 «Про зміни в адміністративно-територіальному поділі Житомирського р-н», с. Сонячне передане до складу Кам'янської сільської ради Житомирського району.
До 14 липня 2017 року — адміністративно-територіальна одиниця у Житомирському районі Житомирської області з територією 43,111 км² та підпорядкуванням сіл Оліївка, Піщанка та Світин.
Входила до складу Левківського (7.03.1923 р.), Черняхівського (12.01.1924 р.), Житомирського (14.05.1939 р., 7.02.1965 р.), Коростишівського (7.01.1963 р.) районів та Житомирської міської ради (15.09.1930 р.) районів.

### Населення
Кількість населення ради станом на 1923 рік становила 956 осіб, кількість дворів — 208.
Відповідно до результатів перепису населення СРСР, кількість населення ради, станом на 12 січня 1989 року, становила 1 438 осіб.
Станом на 5 грудня 2001 року, відповідно до перепису населення України, кількість мешканців сільської ради становила 1 456 осіб.